# Stefan (biskup poznański)
Stefan (zm. 2 marca 1159) – biskup poznański w latach 1152–1159. Jest udokumentowany w akcie fundacyjnym klasztoru w Łeknie z 1153 roku. Daty jego rządów są podane w Annales Lubinensis, datę dzienną zgonu odnotował nekrolog opactwa w Lubiniu.